# Bornholm-amulet
Bornholm-amulet er fremstillet af en arabisk sølvmønt med en runeinskription på latin. Amuletten er omkring 2,5 cm i diameter.
Fundstedet er ukendt, men den blev afleveret til Nationalmuseet i København i 1821 med oplysning om, at den var fundet på Bornholm i 1770.
Amuletten blev først dateret til mellem 907 og 913, men i 1965 ændredes det til mellem 885 og 896.

## Inskription
Runerne er 0,3-0,8 cm høje.
Transliteration
... Iesus Christus filius dei vivi. In nomina patris et filii ... et spiritus. Christus ... pius sanguis vivit, vitam aeternam custodiat.
Oversættelse
... Jesus Kristus, den levende Guds søn. I Faderens og Sønnens ... og (Hellig}åndens navn. Kristus ... det fromme blod lever, lad det beskærme det evige liv.
Inskriptionen er sandsynligvis den ældste med runer på latin i Danmark.